# Hidalgo (film)
Hidalgo är en amerikansk film från 2004, regisserad av Joe Johnston.

## Handling
Under 1890-talet uppträder Frank Hopkins och hans häst Hidalgo i Buffalo Bills vilda västern-show. Enligt reklamen är de världens snabbaste långdistanshäst och -ryttare. Detta påstående irriterar shejk Riyadh, som inbjuder Hopkins att delta i hans lopp genom den arabiska öknen.

## Om filmen
Frank Hopkins var en verklig person och filmen påstås vara verklighetsbaserad, men sanningshalten i Hopkins berättelse har ifrågasatts av historiker.

## Rollista (i urval)
- Viggo Mortensen - Frank Hopkins
- Zuleikha Robinson - Jazira
- Omar Sharif - Sheikh Riyadh
- Louise Lombard - Lady Anne Davenport
- Adam Alexi-Malle - Aziz
- Saïd Taghmaoui
- Silas Carson
- Harsh Nayyar
- J.K. Simmons
- Adoni Maropis
- Victor Talmadge
- Peter Mensah
- Joshua Wolf Coleman
- Franky Mwangi
- Floyd 'Red Crow' Westerman